# Палаццо Кариньяно
Палаццо Кариньяно (итал. Palazzo Carignano, пьем. Palass Carignan) — туринская резиденция кариньянской ветви Савойского дома. Дворец, известный своим пышным вогнуто-выпуклым фасадом в духе Борромини, был построен в 1679 году по проекту священника Гварино Гварини. Причудливо изогнутая парадная лестница и двойной купол над главным залом принадлежат к числу наиболее смелых конструктивных решений итальянского барокко. В 1820 году во дворце родился первый король Италии — Виктор Эммануил II; в память об этом событии во дворце с 1938 года размещается музей Рисорджименто.
В числе других резиденций Савойского дома палаццо Кариньяно находится под охраной ЮНЕСКО как памятник Всемирного наследия.